# 보라사이트

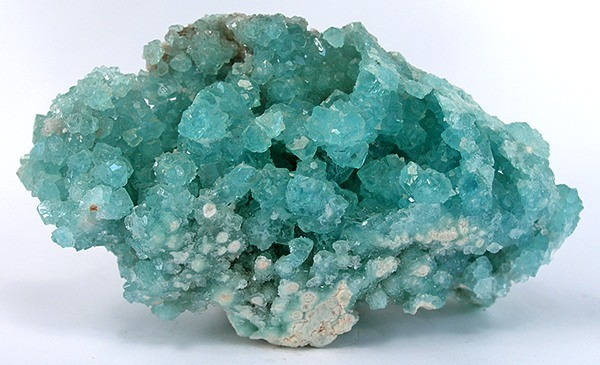

보라사이트(Boracite)는 공식이 Mg3B7O13Cl인 붕산마그네슘 광물이다. 사방 정계-피라미드 결정계에서 청록색, 무색, 회색, 황색 내지 백색 결정으로 나타난다. 보러사이트는 또한 의사 아이소메트릭 입방체(pseudo-isometric cubical) 및 팔면체 형태를 보여준다. 이는 냉각 시 불안정한 고온 등척성 형태에서 전환된 결과로 생각된다. 침투 쌍둥이는 드문 일이 아니다. 종종 석고 및 무수석고 결정 내에 내장된 잘 형성된 결정 및 분산된 입자로 발생한다. 모스 경도는 7~7.5, 비중은 2.9이다. 굴절률 값은 nα = 1.658 - 1.662, nβ = 1.662 - 1.667 및 nγ = 1.668 - 1.673이다. 물에 녹지 않는다.(물에 녹는 붕사와는 구별)
보라사이트는 일반적으로 석고, 무수석고, 할라이트, 실바이트, 카르날라이트, 카이나이트 및 힐가다이트와 관련된 증발광 시퀀스에서 발견된다. 1789년 독일 니더작센주 뤼네부르크(Lüneburg)의 칼크베르크 언덕(Kalkberg hill) 기준표본 표본에 대해 처음 기술되었다. 뉴브런즈윅주 서섹스 근처에서도 발견된다.
이름은 붕소의 함량(19~20%의 붕소 질량)에서 파생된다.

## 같이 보기
- 광물 목록